# Wild World
Wild World ist ein Lied des britischen Singer-Songwriters Cat Stevens, das im September 1970 erschien. Bekanntheit erlangte das Lied auch immer wieder durch kommerziell erfolgreiche Coverversionen, wie unter anderem von Jimmy Cliff (1970), Maxi Priest (1988), Mr. Big (1993) oder auch Blue Lagoon (2008).

## Entstehung und Veröffentlichung
Getextet und komponiert wurde das Lied alleine von Cat Stevens. Das Lied ist an seine ehemalige Freundin Patti D’Arbanville gerichtet, mit der er etwa zwei Jahre in einer Beziehung war. Stevens verarbeitet darin das Ende der Beziehung, indem er seiner ehemaligen Geliebten seinen Trennungsschmerz mitteilt, ihr jedoch auch eine gute Zukunft wünscht. Für die Produktion zeichnete Paul Samwell-Smith verantwortlich. In einem Interview mit der Zeitschrift Mojo sagte Stevens über die Entstehung des Stücks:

„Der Song besteht aus Akkordfolgen, die in der spanischen Musik typisch sind. Ich drehte die Kombination um, und heraus kam ein Thema, das ich häufig in meinen Songs verwende: es handelt vom Verlassen, der Traurigkeit, die daraus entsteht und der Ahnung, was danach kommen könnte.“

Die Erstveröffentlichung von Wild World erfolgte im September 1970 bei Island Records, als B-Seite zur Single Sad Lisa (Katalognummer: 6014 042). Am 23. November desselben Jahres erschien das Lied als Teil von Stevens’ vierten Studioalbum Tea for the Tillerman (Katalognummer: 85 678 GT). Im Januar des Folgejahres erschien es zudem als dritte eigenständige Singleauskopplung aus dem Album. Diese erschien als 7″-Single mit der B-Seite Miles from Nowhere bei A&M Records in den Vereinigten Staaten (Katalognummer: AM-1231) sowie als 7″-Single mit der B-Seite Sad Lisa bei Island Records in Spanien (Katalognummer: 14.988-A).
Am 29. November 2003 trat Stevens als Yusuf Islam live mit Wild World bei dem 46664-Konzert von Nelson Mandela am 29. November 2003 im Green-Point-Stadion in Kapstadt, Südafrika auf, wobei er von dem britischen Musiker Peter Gabriel unterstützt wurde. Das gemeinsam Duett erschien am 5. April 2004 auf dem Sampler 46664 – Part 1 African Prayer (Katalognummer: WMG 5050467-2109-2-9).

## Kommerzieller Erfolg

### Chartplatzierungen
| ChartsChartplatzierungen       | Höchstplatzierung | Wochen |
| ------------------------------ | ----------------- | ------ |
| Vereinigte Staaten (Billboard) | 11 (13 Wo.)       | 13     |
| Vereinigtes Königreich (OCC)   | 52 (1 Wo.)        | 1      |

| ChartsJahrescharts (1971)      | Platzierung |
| ------------------------------ | ----------- |
| Vereinigte Staaten (Billboard) | 73          |

### Auszeichnungen für Musikverkäufe
| Land/Region                  | Auszeichnungen für Musikverkäufe (Land/Region, Auszeichnung, Verkäufe) | Verkäufe |
| ---------------------------- | ---------------------------------------------------------------------- | -------- |
| Italien (FIMI)               | Platin                                                                 | 70.000   |
| Neuseeland (RMNZ)            | 4× Platin                                                              | 120.000  |
| Spanien (Promusicae)         | Platin                                                                 | 60.000   |
| Vereinigtes Königreich (BPI) | Platin                                                                 | 600.000  |
| Insgesamt                    | 7× Platin ·                                                            | 850.000  |

Hauptartikel: Cat Stevens/Auszeichnungen für Musikverkäufe

## Coverversionen

### Version von Jonathan King
1987 beschuldigte Jonathan King die Pet Shop Boys, dass diese für ihren Song It’s a Sin Kings Coverversion von Wild World gesampelt hätten. King machte in einer Kolumne der Zeitung The Sun Ansprüche geltend. Die Pet Shop Boys verklagten ihn; man einigte sich außergerichtlich.

### Weitere Coverversionen
- 1970: Jimmy Cliff
- 1971: Claude François (Fleur sauvage)
- 1971: Barry Ryan
- 1971: José Feliciano
- 1971: The Ventures
- 1971: Franck Pourcel (Instrumentalversion)
- 1971: Sacha Distel
- 1987: Inker & Hamilton
- 1988: Maxi Priest
- 1989: SNFU
- 1993: Mr. Big
- 1994: Wise Guys
- 2001: Me First and the Gimme Gimmes
- 2004: John Waite
- 2007: Skins Ensemble
- 2008: Blue Lagoon
- 2010: Marc Cohn (Album: Listening Booth 1970)[14]
- 2015: Andy Allo

### Coverversionen in den Charts
| Jahr | Titel Interpretation   | Höchstplatzierung, Gesamtwochen/‑monate, AuszeichnungChartplatzierungen (Jahr, Titel, Interpretation, Platzierungen, Wochen/Monate, Auszeichnungen, Anmerkungen) | Höchstplatzierung, Gesamtwochen/‑monate, AuszeichnungChartplatzierungen (Jahr, Titel, Interpretation, Platzierungen, Wochen/Monate, Auszeichnungen, Anmerkungen) | Höchstplatzierung, Gesamtwochen/‑monate, AuszeichnungChartplatzierungen (Jahr, Titel, Interpretation, Platzierungen, Wochen/Monate, Auszeichnungen, Anmerkungen) | Höchstplatzierung, Gesamtwochen/‑monate, AuszeichnungChartplatzierungen (Jahr, Titel, Interpretation, Platzierungen, Wochen/Monate, Auszeichnungen, Anmerkungen) | Höchstplatzierung, Gesamtwochen/‑monate, AuszeichnungChartplatzierungen (Jahr, Titel, Interpretation, Platzierungen, Wochen/Monate, Auszeichnungen, Anmerkungen) | Anmerkungen                            |
| Jahr | Titel Interpretation   | DE | AT | CH | UK | US | Anmerkungen                            |
| ---- | ---------------------- | --- | --- | --- | --- | --- | -------------------------------------- |
| 1970 | Wild World Jimmy Cliff | — | AT20 (1 Mt.)AT | CH2 (11 Wo.)CH | UK8 (12 Wo.)UK | — | Erstveröffentlichung: 7. August 1970   |
| 1988 | Wild World Maxi Priest | — | — | — | UK5 (9 Wo.)UK | US25 (18 Wo.)US | Erstveröffentlichung: Mai 1988         |
| 1993 | Wild World Mr. Big     | DE24 (23 Wo.)DE | AT7 (13 Wo.)AT | CH7 (17 Wo.)CH | UK59 (1 Wo.)UK | US27 (20 Wo.)US | Erstveröffentlichung: 1. November 1993 |
| 2008 | Wild World Blue Lagoon | DE93 (2 Wo.)DE | — | — | — | — | Erstveröffentlichung: 25. Juli 2008    |